# Tánczos Vilmos
Tánczos Vilmos (Csíkszentimre, 1959. október 21. –) erdélyi magyar néprajzkutató, tudományszervező, a Magyar Tudományos Akadémia külső tagja. A Kriza János Néprajzi Társaság, az Erdélyi Múzeum Egyesület, a Magyar Néprajzi Társaság tagja. Felesége Pethő Ágnes filmesztéta.

## Életútja
Csíkszentimrén született, de gyerekkorát Csíkszentkirályon töltötte. A középiskolát a csíkszeredai 1. sz. Líceumban (ma Márton Áron Főgimnázium) végezte (1978), egyetemi diplomáját a kolozsvári Babeș–Bolyai Tudományegyetemen, magyar–orosz szakon szerezte (1983). Doktori disszertációját 1999-ben védte meg a BBTE Magyar Nyelv és Kultúra Tanszékén, Moldvai csángó archaikus népi imádságok. Archetipikus szimbolizáció és élettér címmel.
Szakmai pályáját a gyergyóditrói (1983), majd a tusnádfürdői (1984−1990) általános iskolában kezdte magyartanárként. 1990-ben a csíkszeredai Tanítók Háza igazgatója. 1992-től a kolozsvári BBTE Bölcsész Karán a Magyar Néprajz és Antropológia Tanszéken tanársegéd, 1997-től adjunktus, 2001-től docens. Szerkesztője az Európai Időnek (1991–92), az Erdélyi Múzeumnak (1998-tól), felelős szerkesztője a Kriza János Néprajzi Társaság Értesítőjének (1995–97), szerkesztőbizottsági tagja a Magyar Kisebbségnek (1998−2001), külső munkatársa a Székelyföldnek (1998-tól). Kurátora és elnökhelyettese az erdélyi magyar magánegyetemi hálózatot létrehozó és működtető Sapientia Alapítványnak (2000−2003), a Sapientia Erdélyi Magyar Tudományegyetem megbízott rektorhelyettese (2001−2003), 2000–2004 között a Sapientia Alapítvány Tudományos Tanácsának elnöke, és ebben a minőségében igazgatója a Sapientia Alapítvány – Kutatási Programok Intézetének, felelős kiadója a Scientia Kiadó tudományos sorozatának (Sapientia Könyvek) és más kiadványainak.
Tagja a Kriza János Néprajzi Társaságnak (1990-től), az Erdélyi Múzeum-Egyesületnek (1990-től), külföldi levelező tagja a Magyar Néprajzi Társaságnak (1999-től), az MTA−KAB Néprajzi Szakbizottság elnöke (2007-től). 2025-ben a Magyar Tudományos Akadémia külső tagjává választották.

## Munkássága
Kutatói pályafutásának mintegy két évtizedét az archaikus népi imádságok kutatására szánta. Moldvai és gyimesi gyűjtéseinek eredményeit 1995−2001 között négy kötetben jelentette meg, és a tárgykörben néprajzi tanulmányok sorát közölte. A terepmunka során minden olyan moldvai csángó falut felkeresett, ahol feltételezése szerint a mindennapi beszédben még a magyar nyelvet is használják, és ily módon sok olyan csángó településen sikerült archaikus imát vagy ezzel rokon archaikus műfajokat gyűjtenie, ahonnan eddig semmilyen néprajzi adattal nem rendelkeztünk. Saját gyűjtésein kívül a mások által gyűjtött, közölt vagy még közöletlen népi imaszövegeket is számba vette, és egy repertóriumban feldolgozta. Köteteiben, tanulmányaiban a szövegközlések mellett a moldvai csángók által megőrzött archaikus népi imádságok pragmatikai használatának körülményeit tárta fel, és elvégezte a szövegek vallásos-szimbolikus tartalmainak értelmezését. A szövegegységek vizsgálatán keresztül egy középkori gyökerű, mára már elhomályosult, felejtésre ítélt vallásos-szimbolikus világkép bemutatására és egyszersmind megértésére tett kísérletet.
A moldvai csángó szöveganyag alapján kidolgozott egy szövegközpontú tipologizálási módszert: megállapította, hogy az imaszövegeknek jól körülírható belső képi szintaktikai egységei vannak, amelyek középkori gyökerű vallásos-szimbolikus tartalmakat közvetítenek. Azt igyekezett bizonyítani, hogy a képi egységek körülírása és egymáshoz való kapcsolódásaik törvényszerűségeinek feltárása által világos rend teremthető az archaikus apokrif népi imádságok meglehetősen szövevényesnek, kuszának ható szöveganyagában. Egy-egy képi egység mindig adott szimbolikus tartalmat, vallásos üzenetet hordoz, amelyet pontosan körülírható szövegegységek, formális morfológiai-szintaktikai szerkezetek fejeznek ki. A szimbólumvizsgálatra alapozott szövegelemzés révén az archaikus népi imádságok tipologizálásának kérdésében sikerült új tudományos eredményeket megfogalmaznia.
Kutatásai során az imaműfajjal kapcsolatos, eddig háttérben maradt kérdésekre: a műfaj eredetére, funkciójára, az egyházi költészettel való kapcsolatára, a hagyományozódás mikéntjére, életterének megváltozására, eltűnésének okaira is kereste a választ. Szemléltette az egyháznak a műfajjal szembeni megváltozott magatartását is, azt a folyamatot, amelynek során az egyház az egykor, a középkor folyamán még irányítása alatt álló szövegektől később elhatárolja magát, sőt megtagadta velük a közösséget. A műfaji határok megvonásának a problematikusságát is érzékeltette. Fontosnak tartotta a népi imák műfaji határterületeinek (vallásos népénekek, Mária-énekek, epikus ráolvasások, népszokások rítusszövegei) kutatását is.
Egyik munkájában (A csíksomlyói kegyhely története. Sepsiszentgyörgy, 1990) és több tanulmányában a csíksomlyói kegyhely búcsújáró hagyományaival foglalkozott, vizsgálta az egyházi liturgiának a népi vallásosságra gyakorolt hatását, valamint a helyi hagyományoknak a liturgikus szertartásokba való beépülését, az egyházi inkulturációt. A népi és hivatalos vallásosság viszonyával elméleti vonatkozásban is foglalkozott (Korunk, 1993/8). Összefoglalta az erdélyi magyar vallási néprajzi kutatások eddigi eredményeit és összeállította a téma könyvészetét (Ház és Ember 20. 2007).
A népi kultúra szimbolikus világképének monografikus igényű összefoglalása a Folklórszimbólumok című egyetemi jegyzete (Kolozsvár, 2006; újrakiadása Szimbolikus formák a folklórban. Budapest, 2007). A kötet módszertani szempontból a pszichologizáló mítoszelméletekhez kapcsolódik: hangsúlyozza és az idézett kultúrtörténeti példák révén is érzékelteti, hogy a „szimbolikus formák” az emberi képzelet egyetemes univerzáléi (archetípusok), következésképpen nemcsak a magyar népi kultúrában lelhetjük fel őket, hanem más népi kultúrákban is, továbbá megjelennek a vizualitáshoz és az elektronikus médiához kapcsolódó tömegkultúrában is, sőt ugyanez a képi nyelv jelen van a vallásokban, az irodalomban, a különböző vizuális művészetekben és a nap mint nap használt nyelvi kifejezésekben is. A mai, élő kultúra sajátossága, hogy a régi és az új szimbolikus kódok keveredését, sőt olykor szerves ötvöződését mutatja, de a kultúra képei mögött mindig ugyanazok a belső mentális képek húzódnak meg.
Keletnek megnyílt kapuja c. néprajzi esszékötetében (Kolozsvár, 1996) „az ezerarcú, sokszínű élet, az érzékelhető jelenség mögé húzódó titok” fürkészésével a laikus olvasók körében is sikert aratott: könyvét négy év leforgása alatt háromszor adták ki, nemcsak magyarul, hanem németül is (Aufgetan ist das Tor des Ostens. 1999), és a frankfurti könyvvásáron díjat is nyert. Az Elejtett szavak. Egy csíki székely ember nyelve és világképe című könyvében (Csíkszereda, 2008) egy Csíkszentkirályon élő nyolcvanéves embernek, saját édesapjának világképét igyekszik megragadni. A néprajzi esszéket, élettörténet-elbeszéléseket és egy nyelvi szótárt tartalmazó kötet egy több évig tartó bensőséges „gyűjtőmunka” eredményeit dolgozza fel: szépirodalmi igényességgel megfogalmazott etnológiai és nyelvészeti munka, amely nemcsak a székely gondolkodásmód, hanem a metaforikus székely nyelvi kifejezésmód hiteles dokumentuma is.
A moldvai csángók mai demográfiai helyzetéről, nyelvismeretéről szóló, 1994−1996 között mintegy 120 faluban végzett terepmunkán alapuló, átfogó tanulmánya (Hányan vannak a moldvai csángók?) előbb a Magyar Kisebbségben (1997/1–2) jelent meg, majd jelentősen bővített formában több gyűjteményes kötetben és szakfolyóiratban is napvilágot látott, illetve angol, német és román nyelven is megjelent. Ugyancsak a csángókérdéssel néz szembe a Szappan a kredenc sarkán, avagy a csángókérdés tudománya és politikája (Kisebbségkutatás, 2001/1); A moldvai csángók asszimilációja történeti perspektívában (in: Diószegi László szerk.: A moldvai csángók. Budapest, 2006. 26–46); Etnográfusi történetek a csángó nyelvi identitásról (in: Benő Attila − Fazakas Emese − Szilágyi N. Sándor szerk.: Nyelvek és nyelvváltozatok. Kolozsvár, 2007. II. 379−388); Az Európa Tanács raportőrével a moldvai csángóknál (Erdélyi Társadalom, 2007/2) c. tanulmányaiban is. 2008−2009-ben egy újabb kutatási program keretében vizsgálja a moldvai csángó nyelvi asszimiláció és identitás aktuális helyzetét. A moldvai csángók nyelvészeti és vallási néprajzi kutatásáról egy-egy nagyobb tudománytörténeti összefoglalót jelentetett meg (in: Kiss Jenő szerk.: Nyelv és nyelvhasználat a moldvai csángók körében. Budapest, 2004. 208–285; in: S. Lackovits Emőke − Szőcsné Gazda Enikő szerk.: Népi vallásosság a Kárpát-medencében. 7. Sepsiszentgyörgy−Veszprém, 2007. II. 311−338). Részt vett a csángó bibliográfia összeállításában (Kolozsvár, 2006).
Figyelme az 1989 utáni Székelyföldön kialakult kettős hatalmi szerkezetre, annak etnikai szempontjaira is kiterjedt. Egyik nagyobb tanulmányában (Magyar Kisebbség, 1998/2) azt vizsgálta, hogy egy döntően magyar többségű területen a politika, az adminisztráció, a kultúra, a nemzeti identitás szférájában hogyan jön létre az erőegyensúly, amely minden működő társadalom alapfeltétele. Foglalkoztatta a regionális önazonosság kérdésköre (Az erdélyiség mítosztalanítása. Korunk, 1991/10).
Az idős erdélyi tudóstársadalom neves egyéniségeivel (Antal Árpád, Csetri Elek, Domokos Pál Péter, Egyed Ákos, Imreh István, Nagy Olga, Szabó György) készített interjúi a Székelyföld folyóiratban jelentek meg (1998−2003), majd együtt az Academica Transsylvanica c. gyűjteményes kötetben (Mirk Szidónia Kata szerk. Csíkszereda, 2007). Az Antal Árpáddal készített négyrészes nagyinterjúból (Székelyföld, 2003/ 6−9, in: Academica Transsylvanica 511−624.) egy, a Bolyai Tudományegyetem sorsával összefonódott tudósi életpálya rajzolódik ki.
Szakértőként, szerkesztőként és beszélgetőtársként dolgozott számos erdélyi és moldvai tárgyú néprajzi-antropológiai dokumentumfilm készítésénél: Erdély leírása (rendező Kézdi-Kovács Zsolt, 1992–93); A csíksomlyói búcsú (rendező Mester József, 1994); Ahogy az Isten elrendeli. Olga filmje (rendező Mohi Sándor, 2000); az utóbbi egy kászoni cigánycsalád sorsát és világértelmezését mutatja be. Egy másik filmjének (Se künn, se benn. Rendező-operatőr Mohi Sándor, 2003) témája a vallási identitás Kostelekben. Szakértő beszélgetőtársa a Boldogok szobrásza c., Kós András szobrászművészről készített portréfilmnek (rendező-operatőr Mohi Sándor, 2002), a Namika c., Kós Károlyné Balázs Idáról készített dokumentumfilmnek (rendező Péterffy András, 2002); szerkesztője a Gyöngyökkel gyökereztél (operatőr-rendező Mohi Sándor, 1999) c. moldvai archaikus népi imádságokat, valamint a Három angyal fejem felett (rendező Mohi Sándor, 1999) c. archaikus népi imádságokat bemutató néprajzi filmeknek. Szakértő-beszélgetőtársa az „És rólam feledkezzetek el…” Lükő Gábor a csángóknál (rendező Halmy György, 2000) című portréfilmnek, továbbá A Jeges című, egy 1950-es évekbeli kászoni lázadó betyár emlékezetét idéző filmnek (rendező Mohi Sándor, 2005) és az Imádság című filmnek, amely egy idős kászoni házaspár utolsó küzdelmes éveit mutatja be (operatőr-rendező Mohi Sándor, 2007). A dokumentumfilmeket rangos nemzetközi filmfesztiválokon (Magyar Filmszemle, Neubrandenburgi Dokumentum‑Art, Dialëktus Fesztivál stb.) mutatták be; az Ahogy az Isten elrendeli 2001-ben a 32. Magyar Filmszemlén rendezői díjat kapott, ugyanebben az évben a Magyar Dokumentumfilm-rendezők Egyesülete az év legjobb dokumentumfilmjének választotta és elnyerte a Neubrandenburgi Dokumentum-Art nemzetközi fesztivál fődíját.

### Kötetei (válogatás)
- A csíksomlyói kegyhely története (Sepsiszentgyörgy, 1990)
- Gyöngyökkel gyökereztél. Gyimesi és moldvai archaikus imádságok (Csíkszereda, 1995)
- Keletnek megnyílt kapuja. Néprajzi esszék (Kolozsvár, 1996)
- Hungarians in Moldavia (Budapest, 1998)
- Csapdosó angyal. Moldvai archaikus imádságok és életterük (Csíkszereda, 1999)
- Aufgetan ist das Tor des Ostens (Volkskundliche Essays und Aufsätze, Csíkszereda, 1999)
- Eleven ostya, szép virág. A moldvai csángó népi imák képei (Csíkszereda, 2000)
- Nyiss kaput, angyal! Moldvai csángó népi imádságok. Archetipikus szimbolizáció és élettér (Budapest, 2001)
- Szimbolikus formák a folklórban (Budapest, 2007)
- Elejtett szavak. Egy csíki székely ember nyelve és világképe; Bookart, Csíkszereda, 2008
- Madárnyelven. A moldvai csángók nyelvéről; Erdélyi Múzeum-Egyesület, Kolozsvár, 2011
- Language shift among the Moldavian Csángós; angolra ford. Agnieszka Barszczewska, Zsuzsa Borbély Bartalis; Romanian Institute for Research on National Minorities, Cluj-Napoca, 2012
- Csíksomlyó a népi vallásosságban; Nap, Budapest, 2016
- Elejtett szavak. Egy csíki székely ember nyelve és világképe; bőv., jav. kiad.; Székelyföld Alapítvány, Csíkszereda, 2019 (Székely könyvtár)

### Szerkesztéseiből
- Karácsony Benő: Pjotruska (előszó és függelék, Kolozsvár, 1986. Tanulók Könyvtára c. könyvsorozat)
- Tizenkét év. Összefoglaló tanulmányok az erdélyi magyar tudományos kutatások 1990–2001 közötti eredményeiről. I–III. (társszerkesztő Tőkés Gyöngyvér, Kolozsvár, 2002)
- Képek a folklórban. Tanulmányok az archetipikus szimbolizáció köréből (Kriza Könyvek 22. Kolozsvár, 2004)
- A moldvai csángók bibliográfiája (társszerkesztők Ilyés Sándor, Pozsony Ferenc, összeáll. Ilyés Sándor, Kolozsvár, 2006)
- Language use, attitudes, strategies. Linguistic identity and ethnicity in the Moldavian Csángó villages; szerk. Peti Lehel, Tánczos Vilmos; angolra ford. Borbély-Bartalis Zsuzsa et al.; Romanian Institute for Research on National Minorities, Cluj-Napoca, 2012
- Székely népi imádságok; vál., szerk. Tánczos Vilmos; Hargita, Csíkszereda, 2015 (Székely könyvtár)

### Tankönyveiből
- Magyar népi kultúra (társszerzők Demény István Pál, Gazda Klára, Keszeg Vilmos, Pozsony Ferenc, Kolozsvár, 1999/2008)
- Szöveggyűjtemény a Magyar népi kultúra című tankönyvhöz (társszerzők Gazda Klára, Keszeg Vilmos, Pozsony Ferenc, Kolozsvár, 1999/2008)
- Folklórszimbólumok. Egyetemi jegyzet (Kolozsvár, 2006)

## Díjak, elismerések
- Székely Kör-díj (1997)
- Székelyföld-díj (1998)
- Julianus Alapítvány-díj (1998)
- BBTE Tudományos Kutatások Tanácsa Díja[4] (2002)
- a Magyar Néprajzi Társaság a Pro Ethnographia Minoritatum emlékérem (2007)
- Csángó Kultúráért-díj (a Magyar Köztársaság Oktatási és Kulturális Minisztériumának kitüntetése, 2007)